# Mike Te'o
Pas d'image ? Cliquez ici

a Compétitions nationales et continentales officielles uniquement.

b Matchs officiels uniquement.
Dernière mise à jour le 6 août 2023.
Mike Te'o, né le 23 juillet 1993 à Long Beach (États-Unis), est un joueur de rugby à XV et rugby à sept international américain. Il évolue principalement au poste d'arrière.

## Carrière

### En club
Né à Long Beach en Californie, Mike Te'o fait ses études dans cette même ville au lycée Long Beach Polytechnic où il pratique d'abord le football américain avant de découvrir le rugby à XV en 2011. Il joue ensuite avec le club amateur de Belmont Shore, basé dans sa ville natale, avec qui il dispute le Men's D1 Championship. En 2015, il connaît une expérience en Nouvelle-Zélande avec l'équipe de développement (espoir) de la province de Taranaki.
Il fait ses débuts professionnels en 2016, lorsqu'il rejoint les Breakers de San Diego dans le nouveau championnat PRO Rugby,. Pour l'unique saison de ce championnat, il marque un total de six essais en dix matchs.  
En 2018, il rejoint la Legion de San Diego en Major League Rugby. Sa première saison est cependant de courte durée puisqu'il se blesse gravement au genou dès son premier match, l'éloignant des terrains pour plusieurs mois. Il fait son retour à la compétition lors de la saison suivante, et dispute treize rencontres pour huit essais inscrits,.
En mars 2020, après seulement un match avec la Legion, il quitte le club et rejoint les London Scottish en RFU Championship. Cependant, quelques jours après son arrivée au club, la saison est annulée en raison de la pandémie de Covid-19.
Il retourne par la suite aux États-Unis, et signe fin 2020 avec la franchise des Warriors de l'Utah, basée à Salt Lake City, pour disputer la saison 2021 de MLR.
Après deux saisons avec les Warriors, il retourne jouer avec la Legion de San Diego pour la saison 2023 de MLR. À la fin de sa première saison, son équipe parvient jusqu'en finale de la compétition, où elle s'incline face aux Free Jacks de la Nouvelle-Angleterre.
Il annonce sa retraite sportive à l'été 2024.

### En équipe nationale
Mike Te'o joue avec l'équipe des États-Unis des moins de 20 ans en 2012 et 2013. La première année, il joue au poste de talonneur et dispute trois rencontres (pour trois essais marqués) lors du trophée mondial des moins de 20 ans que son équipe remporte,. L'année suivante, il est reconverti au poste de centre et dispute le championnat du monde junior en France.
Entre 2012 et 2017, il évolue également avec l'équipe des États-Unis de rugby à sept, disputant onze tournois des World Rugby Sevens Series.
Il est sélectionné pour la première fois avec l'équipe des États-Unis de rugby à XV en février 2016 en vue de l'Americas Rugby Championship 2016. Il connait sa première sélection, au poste de demi de mêlée, le 13 février 2016 contre l'équipe du Canada à Austin. Il se fixe ensuite aux postes d'arrière et d'ailier.
En septembre 2019, il est retenu dans le groupe de 31 joueurs américains sélectionné pour disputer la Coupe du monde au Japon. Il dispute quatre matchs lors de la compétition, et inscrit un doublé contre les Tonga,.
En 2021, il est sélectionné par Gary Gold (en) pour disputer la tournée d'été en Grande-Bretagne.

## Palmarès

### En club
- Vainqueur du Men's D1 Championship en 2012 avec Belmont Shore.
- Finaliste de Major League Rugby en 2023 avec la Legion de San Diego.

## Statistiques
- 30 sélections depuis 2016 (dont 22 titularisations)[18].
- 80 points (16 essais)
- Sélections par année : 7 en 2016, 10 en 2017, 4 en 2018, 7 en 2019, 2 en 2021.